# Paragwaj na Letnich Igrzyskach Olimpijskich 2012
Paragwaj na Letnich Igrzyskach Olimpijskich 2012, które odbyły się w Londynie, reprezentowało 8 zawodników.
Był to jedenasty start reprezentacji Paragwaju na letnich igrzyskach olimpijskich.

## Reprezentanci

### Judo
Mężczyźni
| Zawodnik        | Konkurencja | 1/32             | 1/16                               | 1/8              | Ćwierćfinały     | Półfinały        | Repesaż 1        | Repesaż 2        | Repesaż 3        | Finał            | Finał   |
| Zawodnik        | Konkurencja | Przeciwnik Wynik | Przeciwnik Wynik                   | Przeciwnik Wynik | Przeciwnik Wynik | Przeciwnik Wynik | Przeciwnik Wynik | Przeciwnik Wynik | Przeciwnik Wynik | Przeciwnik Wynik | Pozycja |
| --------------- | ----------- | ---------------- | ---------------------------------- | ---------------- | ---------------- | ---------------- | ---------------- | ---------------- | ---------------- | ---------------- | ------- |
| Abraham Acevedo | -66 kg      | BYE              | Daniel García González P 0001–0020 | NQ               | NQ               | NQ               | NQ               | NQ               | NQ               | NQ               | NQ      |

### Lekkoatletyka
Mężczyźni
| Zawodnik        | Konkurencja | Eliminacje | Eliminacje | Półfinał | Półfinał | Finał | Finał   |
| Zawodnik        | Konkurencja | Wynik      | Miejsce    | Wynik    | Miejsce  | Wynik | Miejsce |
| --------------- | ----------- | ---------- | ---------- | -------- | -------- | ----- | ------- |
| Augusto Stanley | 400 m       | 47,21      | 6.         | NQ       | NQ       | NQ    | NQ      |

Kobiety
| Zawodnik     | Konkurencja    | Kwalifikacje | Kwalifikacje | Finał | Finał   |
| Zawodnik     | Konkurencja    | Wynik        | Miejsce      | Wynik | Miejsce |
| ------------ | -------------- | ------------ | ------------ | ----- | ------- |
| Leryn Franco | rzut oszczepem | 51,45        | 34.          | NQ    | NQ      |

### Pływanie
Mężczyźni
| Zawodnik   | Konkurencja      | Eliminacje | Eliminacje | Półfinał | Półfinał | Finał | Finał   |
| Zawodnik   | Konkurencja      | Czas       | Miejsce    | Czas     | Miejsce  | Czas  | Miejsce |
| ---------- | ---------------- | ---------- | ---------- | -------- | -------- | ----- | ------- |
| Ben Hockin | 100 m dowolnym   | 50,12      | 32.        | NQ       | NQ       | NQ    | NQ      |
| Ben Hockin | 200 m dowolnym   | 1:48,91    | 29.        | NQ       | NQ       | NQ    | NQ      |
| Ben Hockin | 100 m motylkowym | 53,65      | 35.        | NQ       | NQ       | NQ    | NQ      |

Kobiety
| Zawodnik      | Konkurencja    | Eliminacje | Eliminacje | Półfinał | Półfinał | Finał | Finał   |
| Zawodnik      | Konkurencja    | Czas       | Miejsce    | Czas     | Miejsce  | Czas  | Miejsce |
| ------------- | -------------- | ---------- | ---------- | -------- | -------- | ----- | ------- |
| Karen Riveros | 100 m dowolnym | 59,86      | 41.        | NQ       | NQ       | NQ    | NQ      |

### Tenis stołowy
Mężczyźni
| Zawodnik        | Konkurencja | Eliminacje             | Runda 1          | Runda 2          | Runda 3          | Runda 4          | Ćwierćfinały     | Półfinały        | Finał            | Finał   |
| Zawodnik        | Konkurencja | Przeciwnik Wynik       | Przeciwnik Wynik | Przeciwnik Wynik | Przeciwnik Wynik | Przeciwnik Wynik | Przeciwnik Wynik | Przeciwnik Wynik | Przeciwnik Wynik | Pozycja |
| --------------- | ----------- | ---------------------- | ---------------- | ---------------- | ---------------- | ---------------- | ---------------- | ---------------- | ---------------- | ------- |
| Marcelo Aguirre | singel      | Ołeksandr Diduch P 3–4 | NQ               | NQ               | NQ               | NQ               | NQ               | NQ               | NQ               | NQ      |

### Tenis ziemny
Kobiety
| Zawodnik             | Konkurencja | 1/32                               | 1/16             | 1/8              | Ćwierćfinały     | Półfinały        | Finał            | Finał         |
| Zawodnik             | Konkurencja | Przeciwnik Wynik                   | Przeciwnik Wynik | Przeciwnik Wynik | Przeciwnik Wynik | Przeciwnik Wynik | Przeciwnik Wynik | Pozycja       |
| -------------------- | ----------- | ---------------------------------- | ---------------- | ---------------- | ---------------- | ---------------- | ---------------- | ------------- |
| Verónica Cepede Royg | singel      | Varvara Lepchenko 5:7, 7:6(6), 2:6 | → Nie awansowała | → Nie awansowała | → Nie awansowała | → Nie awansowała | → Nie awansowała | Miejsca 33-64 |

### Wioślarstwo
Kobiety
| Zawodnik           | Konkurencja | Eliminacje | Eliminacje | Repesaż | Repesaż | Ćwierćfinały | Ćwierćfinały | Półfinały | Półfinały | Finał   | Finał |
| Zawodnik           | Konkurencja | Czas       | M.         | Czas    | M.      | Czas         | M.           | Czas      | M.        | Czas    | M.    |
| ------------------ | ----------- | ---------- | ---------- | ------- | ------- | ------------ | ------------ | --------- | --------- | ------- | ----- |
| Gabriela Mosqueira | jedynka     | 7:52,07    | 3. QF      | BYE     | BYE     | 8:14,36      | 5. SC/D      | 8:10,15   | 6. FD     | 8:34,51 | 20.   |

Legenda: FA=Finał A (medalowy); FB=Finał B (niemedalowy); FC=Finał C (niemedalowy); FD=Finał D (niemedalowy); FE=Finał E (niemedalowy); FF=Finał F (niemedalowy); SA/B=Półfinał A/B; SC/D=Półfinał C/D; SE/F=Półfinał E/F; QF=Ćwierćfinał; R=Repasaż